# Шарлевуа (округ)
Шаблон:StateAbbr_ 45°28′ пн. ш. 85°28′ зх. д. / 45.47° пн. ш. 85.46° зх. д.
Округ Шарлевуа (англ. Charlevoix County) — округ (графство) у штаті Мічиган, США. Ідентифікатор округу 26029.

## Історія
Округ утворений 1869 року.

## Демографія
За даними перепису
2000 року
загальне населення округу становило 26090 осіб, зокрема міського населення було 8036, а сільського — 18054.
Серед мешканців округу чоловіків було 12904, а жінок — 13186. В окрузі було 10400 домогосподарств, 7306 родин, які мешкали в 15370 будинках.
Середній розмір родини становив 2,96.
Віковий розподіл населення поданий у таблиці:
| Стать    | До 15 років | 15-21 | 22-29 | 30-39 | 40-49 | 50-65 | 65-85 | Понад 85 |
| -------- | ----------- | ----- | ----- | ----- | ----- | ----- | ----- | -------- |
| Чоловіки | 2853        | 1167  | 958   | 1853  | 2070  | 2285  | 1580  | 138      |
| Жінки    | 2708        | 1042  | 1021  | 1818  | 2095  | 2326  | 1866  | 310      |

## Суміжні округи
- Еммет — північ
- Чебойган — північний схід
- Еммет — північний схід
- Отсего — південний схід
- Антрім — південь
- Лілано — південний захід
- Скулкрафт — північний захід

## Виноски
1. ↑  U.S. Decennial Census. United States Census Bureau. Архів оригіналу за 26 квітня 2015. Процитовано 19 вересня 2014.
2. ↑  Historical Census Browser. University of Virginia Library. Архів оригіналу за 11 серпня 2012. Процитовано 19 вересня 2014.
3. ↑  Population of Counties by Decennial Census: 1900 to 1990. United States Census Bureau. Архів оригіналу за 15 лютого 2015. Процитовано 19 вересня 2014.
4. ↑  Census 2000 PHC-T-4. Ranking Tables for Counties: 1990 and 2000 (PDF). United States Census Bureau. Архів оригіналу (PDF) за 18 грудня 2014. Процитовано 19 вересня 2014.
5. ↑  State & County QuickFacts. United States Census Bureau. Архів оригіналу за 22 грудня 2015. Процитовано 27 серпня 2013. [Архівовано 2011-06-06 у Wayback Machine.](англ.) Наведено за англійською вікіпедією.
6. ↑  American FactFinder. Бюро перепису населення США. Архів оригіналу за 26 лютого 2012. Процитовано 31 січня 2008. [Архівовано 2008-05-21 у Wayback Machine.]

| США | Це незавершена стаття з географії США. Ви можете допомогти проєкту, виправивши або дописавши її. |